# 天顺 (元朝)
天顺（1328年九月—十月十三日）是元朝时天顺帝阿剌吉八的年号，共计2个月。

## 改元
- 泰定五年——八月，元泰定帝被弒死。九月，元天順帝阿剌吉八即位，改元天順。十月十三日，降於元文宗。[2][3][4]

## 西曆紀年對照表
| 天顺 | 元年   |
| ---- | ------ |
| 公元 | 1328年 |
| 干支 | 戊辰   |

## 深入閱讀
- 李崇智. . 北京: 中華書局. 2004年12月. ISBN 7101025129.
- 鄧洪波. . 臺北: 國立臺灣大學東亞經典與文化研究計劃. 2005年3月  [2021-11-06]. ISBN 9789860005189. （原始内容 (pdf)存档于2007-08-25）.